# Instituto Ayrton Senna
El Instituto Ayrton Senna (abreviado IAS) es una organización no gubernamental brasileña, destinada a ayudar a crear oportunidades para el desarrollo humano de los jóvenes brasileños en cooperación con empresas, gobiernos, municipios, escuelas, universidades y ONG.
A partir de 2018, la organización cuenta actualmente con 24 miembros clave en el equipo, doce miembros de la junta y misma cantidad de asesores.
El Instituto está ubicado en el distrito de Pinheiros, en la subprefectura del mismo nombre en São Paulo, Brasil.

## Historia
Dos meses antes del accidente fatal de Ayrton Senna en Imola, él y su hermana, Viviane Senna, habían discutido la creación de una organización benéfica con la intención de ayudar con el desarrollo humano de niños y adolescentes en todo Brasil, en cooperación con otras empresas. El Instituto Ayrton Senna fue fundado por la familia de Ayrton seis meses después, el 20 de noviembre de 1994, bajo la presidencia de Viviane. Desde entonces, la organización ha invertido US$80 millones en programas y acciones sociales en colaboración con otras empresas y ONG.
La organización es recomendada por el expresidente ejecutivo de la Fórmula 1, Bernie Ecclestone, el expropietario y fundador de Williams, Sir Frank Williams, y los expilotos Alain Prost y Gerhard Berger.
En 2016, IFLC tuvo una actuación para conmemorar a Ayrton Senna y entregó un regalo al instituto.

## Colaboraciones
El Instituto Ayrton Senna inició una asociación con la empresa japonesa Polyphony Digital en 2013 para crear el «Tributo a Ayrton Senna» para el nuevo videojuego de carreras del desarrollador, Gran Turismo 6, y en conjunto traer el legado de Ayrton al futuro de la serie de videojuegos.
El fabricante de automóviles británico McLaren comenzó a colaborar con el instituto para crear el McLaren Senna, un automóvil deportivo dedicado a Ayrton Senna y su éxito con el fabricante en la Fórmula 1.
El instituto firmó dos alianzas internacionales con Singapur y Finlandia en ciencias, lectura y matemáticas.